# Umma longistigma
Umma longistigma är en trollsländeart som först beskrevs av Selys 1869.  Umma longistigma ingår i släktet Umma och familjen jungfrusländor. IUCN kategoriserar arten globalt som livskraftig. Inga underarter finns listade i Catalogue of Life.